# Harrison (Wisconsin)
Pour les articles homonymes, voir Harrison.
Harrison est un village américain situé dans les comtés de Calumet et d'Outagamie dans l’État du Wisconsin.

## Traduction
- (en) Cet article est partiellement ou en totalité issu de l’article de Wikipédia en anglais intitulé « Harrison (village), Wisconsin » (voir la liste des auteurs).